# Aspull
Aspull – wieś w Anglii, w hrabstwie ceremonialnym Wielki Manchester, w dystrykcie metropolitalnym Wigan. Leży 26 km na północny zachód od centrum miasta Manchester. Miejscowość liczy 4977 mieszkańców.